# Lobonecroscia
Lobonecroscia is een geslacht van Phasmatodea uit de familie Diapheromeridae. De wetenschappelijke naam van dit geslacht is voor het eerst geldig gepubliceerd in 2000 door Brock & Seow-Choen.

## Soorten
Het geslacht Lobonecroscia is monotypisch en omvat slechts de volgende soort:
- Lobonecroscia subflava Brock & Seow-Choen, 2000